# Espigues en flor
Espigues en flor és el segon llibre de poemes de Maria Antònia Salvà, publicat l'any 1926, que inclou una part dels textos del primer, Poesies (1910). 

## El llibre
És considerat un dels llibres més representatius de l'escriptora i recull diferents composicions sense formar una unitat. Malgrat això, hi preval la descripció de la natura i de la vida en el camp. Els criteris per dividir-les són semàntics.
Els conjunts de poemes són els següents:
- Jo voldria reuneix poemes en els quals es relacionen temes com l'orfandat, l'amor o el pas del temps amb imatges del món natural.
- Flora humil són versos que tenen les flors com a protagonistes.
- Les Complantes són elegies funeràries on la pèrdua és el tema central.
- A Lilia les composicions versen sobre la Verge Maria.
- Endreces i homenatges recull poemes que s'estableixen o depenen de circumstàncies diverses.
- A Camí d'Orient s'apleguen versos que descriuen llocs de Terra Santa que M. Antònia Salvà va visitar l'any 1907, així com els relats bíblics relacionats amb aquests indrets.
- Hores serenes esdevé una descripció de paisatges naturals en què l'home és present. La successió de treballs del camp i el cicle de les estacions s'enllacen amb moments de serenor i pau espiritual.
- A Del pla l'autora segueix dins d'aquests paisatges humanitzats i aprofundeix en els tipus humans que hi viuen, com el llaurador o el pastor. Aquí el fil conductor, a més del cicle de les estacions, són les celebracions del calendari popular.

D'altra banda, i formant una unitat a part, el llibre conté una cançó introductòria, a mode de proemi, en la qual la poeta recorda intensament els seus poemes antics i la lectura d'aquests es converteix en una pregària per la puresa i en una exaltació de la llengua. Conté també una elegia del camp de l'Allapassa de tercets encadenats.

### Característiques
La temàtica dels poemes recollits a Espigues en flor, com el cicle de l'any, les feines del camp o les lloances a la Verge, prenen formes literàries pròpies de la poesia popular com la cançó o el romanç. Fan un extens retrat de la vida i del paisatge del camp mallorquí, que a voltes pren un to descriptiu i altres vegades esdevenen una elegia que dona peu a reflexionar sobre assumptes com el pas del temps o la mort. En el tractament acurat del món rural s'hi pot veure la influència de Joan Alcover i de l'escriptor Miquel Ferrà, que també era el seu company, així com també l'herència de Josep Carner pel que fa a la sobrietat, l'equilibri i la disposició dels poemes.

## Datació dels poemes
Maria Antònia Salvà va escriure els poemes aplegats a Espigues en flor des de la casa familiar de l'Allapassa, a la marina de Llucmajor, i els va compondre (i algun d'ells publicar) en diferents moments. Francesc Lladó i Rotger, especialista en el poeta i escriptor Miquel Ferrà i Juan, company seu, referencia les dates d'escriptura i/o de publicació dels poemes:
- Roses Blanques (30 d'abril de 1899)
- La Creu del Montseny (30 d'abril de 1899)
- Desolació (1899)
- Plor (31 de març de 1903)
- Catalunya (31 de març de 1903, 25 d'agost de 1903, 15 de setembre de 1903, gener de 1904, juny de 1904, setembre-octubre de 1904)
- Primaveral (abans del juliol de 1903)
- Un niu d'oronelles (12 de juliol de 1903)
- La Il·lustració Catalana (12 de juliol de 1903, 20 de novembre de 1904)
- L'estiu (juliol de 1903)
- Jochs de nins (15 de setembre de 1903)
- Del Pla (1903)
- El cant del llaurador (gener de 1904)
- Les herbes de Sant Joan (juny de 1904)
- Cansons de dol (a n'Emília Sureda) (4 de novembre de 1904)
- Sol de tardor (febrer de 1906)
- Migjorn (febrer de 1906, abril de 1906, octubre de 1906)
- Glosa (abril de 1906)
- An Josep Carner (abans de maig de 1906)
- Casolana (8 de novembre de 1906)
- Art Jove (8 de novembre de 1906)
- Caifa (1907)
- Betlem (1907)
- Jesús a Bethania (1907)
- Jerusalem (1907)
- Impressió del cenacle (1907)
- Stambul (1907)
- El roser de Cura (abans de l'agost de 1908)
- Al poeta de València En Teodor Llorente (novembre de 1908)
- Cançó dels pelegrins a Lourdes, publicat com Lourdes (1908)
- Les margarides (1908)
- Empori (1908)
- Aranyons i mores (abans de desembre de 1909)
- L'aigüera (1910)
- Flaviol de pastor (1910)
- Casa pagesa (1910)

## Premis i distincions
Els poemes que el 1926 havien de conformar el llibre Espigues en flor van rebre abans premis i distincions a Mallorca:
- 1903. Certamen literari de les Fires i Festes de Palma. Poemes: L'estiu[3]
- 1904. Jocs Florals de Palma: Del Pla. Primaveral[4]
- 1910. Englantina d'or als Jocs Florals de Palma: L'ayguera, Casa pagesa i Flaviol de pastor[4]

## Publicacions
Espigues en flor es va publicar per primer cop l'any 1926 per l'imprempta Altés de Barcelona. Era una edició ampliada del volum de 1910, al qual van seguir altres reculls com El retorn (1934), Llepolies i joguines (1946), Cel d'horabaixa i Lluneta de pagès.
L'octubre del 1946, després d'haver ultimat la publicació de les Obres Completes (dins de la col·lecció Les Illes d'Or) i Llepolies i joguines, Maria Antònia i Miquel Ferrà van decidir publicar de nou Espigues en flor amb el suport del filòleg i editor Francesc Borja i Moll. A finals de gener de 1947 arribava l'autorització de la censura per a la impressió i al novembre moria Miquel Ferrà.
Finalment, l'any 1948 es van recollir totes les publicacions, junt amb les memòries Entre el record i l'enyorança, i es van editar com a obres completes, després de superar els entrebancs de la censura franquista. Josep Carner en va fer el pròleg.